# Lythria trilineata
Lythria trilineata är en fjärilsart som beskrevs av Urbahn 1925. Lythria trilineata ingår i släktet Lythria och familjen mätare. Inga underarter finns listade i Catalogue of Life.